# The Producers (série télévisée)
The Producers (coréen : 프로듀사, Peurodyusa ; lit. : Producer) est une série télévisée sud-coréenne de douze épisodes en 80 minutes, diffusée entre le 15 mai 2015  et le 20 juin 2015 sur le réseau KBS2.

## Distribution

### Personnages principaux
- Kim Soo-hyun : Baek Seung-chan
- Cha Tae-hyun : Ra Joon-mo
- Gong Hyo-jin : Tak Ye-jin
- IU : Cindy

### Personnages secondaires
- Seo Ki-chul : Jang In-pyo
- Park Hyuk-kwon : Kim Tae-ho
- Kim Jong-kook : Kim Hong-soon
- Ye Ji-won : Go Yang-mi
- Jo Han-chul : le secrétaire Kim